# Partido Socialista del Perú (1930)
El Partido Socialista del Perú fue un partido político que existió durante el siglo XX en el Perú. Fue creado por Luciano Castillo Colonna.
Fundado por Luciano Castillo, Hildebrando Castro Pozo, Alberto Arca Parró y Sinforoso Benítez en 1930. El partido fue creado cuando Eudocio Ravines cambia el nombre del Partido Socialista Peruano a Partido Comunista Peruano el 20 de mayo de 1930.
En las elecciones de 1931, cuatro de los candidatos presentados por el Partido Socialista del Perú fueron elegidos a la Asamblea Constituyente. Sin embargo, los representantes socialistas fueron expulsados de la Asamblea al protestar ante la proclamación de un estado de emergencia por el presidente Luis Sánchez Cerro y la prohibición del APRA en febrero de 1932.
La base principal de apoyo al Partido Socialista del Perú se encontraba en la región norteña de Talara. Por muchos años, controlaba una de las dos federaciones de trabajadores allí. El partido compitió en todas las elecciones en las que a los partidos se les permitió participar hasta 1995; en varias ocasiones, logró colocar a uno o más miembros en la Cámara de Diputados. 
Castillo fue elegido Senador de la República para el periodo parlamentario 1956-1960. Fue el candidato presidencial de su partido en las elecciones generales de 1962 y de 1980, sin obtener un éxito electoral sustantivo. Recibió 16 776 y 8 714 votos en ambas ocasiones, respectivamente. 
El Partido Socialista del Perú nunca perteneció a la Internacional Socialista.

## Historia

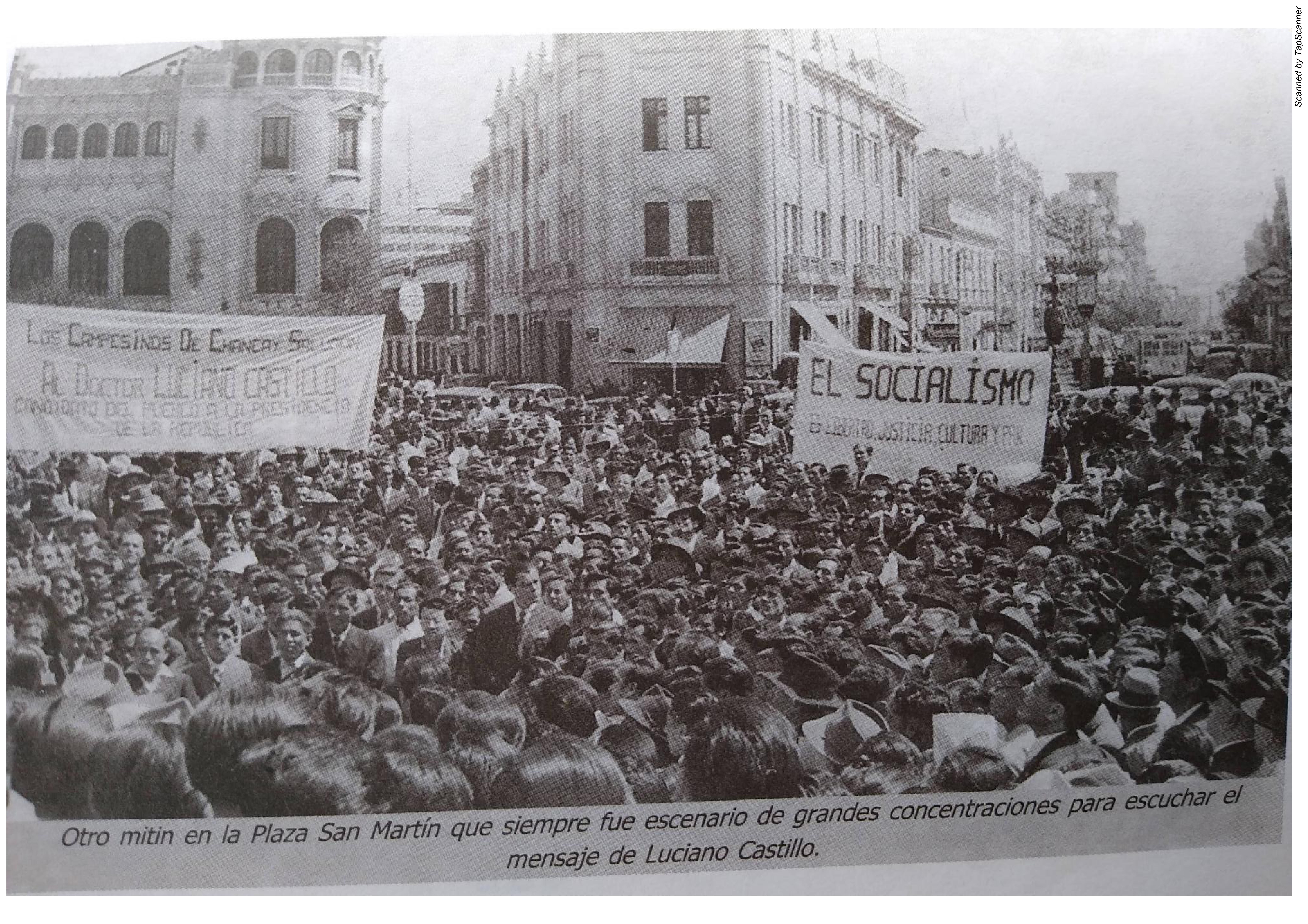
Mitin de Luciano Castillo en la Plaza San Martín de Lima

José Carlos Mariátegui y Luciano Castillo, correligionarios y personalidades que mantenían una estrecha amistad, tenían discrepancias respecto al socialismo como alternativa de solución para los nuevos cambios por los que atravesaba el país a inicios del siglo XX. Luego de la muerte de Mariátegui en 1930, Castillo decide escindirse y fundar en Paita el Partido Socialista del Perú el 18 de octubre de 1930, junto con Fernando Chávez León y Teodomiro Sánchez Novoa. 
Su doctrina, disintiendo del ala comunista del ex Partido Socialista, estuvo basada en el socialismo científico, con algunas variantes propuestas por Castillo con el fin de constituir un socialismo más democrático. Entre sus postulados se encontraba la defensa nacional de los recursos naturales, tanto mineros como petroleros.
Para sus seguidores, Castillo fue considerado como el fundador de un nuevo socialismo democrático en el Perú, el cual pregonó en todas las plazas públicas a las que fue invitado, denunciando a los "falsos apóstoles de la política" en muchas de sus alocuciones.
Tras la muerte de Castillo, el partido perdió su inscripción en 1995 ante el Jurado Nacional de Elecciones.

## Resultados electorales

### Elecciones presidenciales

#### Desde fundación hasta 1980
| Año  | Candidatura | Candidatura              | Resultado | Resultado       | Resultado | Notas |
| Año  | Imagen      | Nombre                   | Votos     | %               | Posición  | Notas |
| ---- | ----------- | ------------------------ | --------- | --------------- | --------- | ----- |
| 1962 |             | Luciano Castillo Colonna | 16 776    | \| \| 0.99 % \| | 6°        |       |
|      | 0.99 %      |                          |           |                 |           |       |

#### Desde 1980 en adelante
|  | 0.21 % |

|  | 24.68 % |

|  | 8.23 % |

|  | 0.06 % |

### Elecciones Parlamentarias
|  | 0.28 % |

|  | 0.25 % |

|  | 25.17 % |

|  | 24.40 % |

|  | 9.78 % |

|  | 9.82 % |

|  | 1.88 % |

### Elecciones regionales y municipales
| Año  | Gobiernos Regionales | Alcaldías Provinciales | Alcaldías Distritales |
| Año  | Representantes       | Representantes         | Representantes        |
| ---- | -------------------- | ---------------------- | --------------------- |
| 1980 |                      | 0/196                  | 1/1874                |
| 1983 | 0/196                | 1/1874                 |                       |
| 1986 | 1/196                | 0/1874                 |                       |
| 1989 | 1/196                | 1/1874                 |                       |
| 1993 | 1/196                | 0/1874                 |                       |